# Špičnik
Špičnik je naselje v Občini Kungota.
Špičnik je razloženo naselje na pobočjih nad potokom na Špičniku.
Cesta na slemenu ga loči od Slatinskega Dola, Jurskega Vrha, Grušene, Jedlovnika in Glanza na avstrijski strani. Zaradi ugodnih leg je tu zelo razvito vinogradništvo in sadjarstvo. Na Špičniku so bila tri znamenja. Zdaj stojita samo še dve: kip sv. Jurija pri družini Dreisiebner in znamenje Janeza Nepomuka.